# Yinyang ren
Yinyang ren (en chino tradicional, 陰陽人; en chino simplificado, 阴阳人; pinyin, yīnyáng rén) son personas (rén) que son femeninas (yin) y masculinas (yang) en proporciones aproximadamente iguales.
Esta categoría, de identidad de género y rol de género, se usa en la sociedad china para describir a algunos individuos cuyas personalidades y comportamientos parecen ser intermedios entre los casos más comunes de hombres y mujeres. Otros rasgos pueden incluir elementos como la asertividad, la sensibilidad estética, etc., así como la falta de discriminación fuerte entre las parejas sexuales preferidas en función de su género.
En otros contextos, el término yin-yang ren puede referirse a personas intersexuales o transgénero e incluso a personas bisexuales. A veces se puede traducir como hermafrodita o andrógino.